# Branco Ampuero
Branco Ampuero Vera (ur. 19 lipca 1993 w Carelmapu) – chilijski piłkarz występujący na pozycji środkowego obrońcy, obecnie zawodnik Universidadu Católica.

## Kariera klubowa
Ampuero rozpoczynał swoją karierę w drugoligowym klubie Deportes Puerto Montt, do którego pierwszej drużyny został włączony w wieku siedemnastu lat. W drugiej lidze pierwszy mecz rozegrał we wrześniu 2010 z Lotą Schwager (1:2), strzelając wówczas również pierwszego gola. Po upływie kilkunastu miesięcy wywalczył sobie pewne miejsce w linii defensywy, jednak jego zespół był daleki od walki o awans do najwyższej klasy rozgrywkowej – na koniec sezonu 2012 spadł do trzeciej ligi chilijskiej. Na trzecim szczeblu zawodnik spędził w barwach Puerto Montt jeszcze półtora roku, po czym dzięki udanym występom zasilił pierwszoligowego średniaka – ekipę Deportes Antofagasta. W chilijskiej Primera División zadebiutował 30 sierpnia 2014 w przegranym 0:4 spotkaniu z Colo-Colo i stosunkowo szybko został podstawowym obrońcą Antofagasty. Premierową bramkę w pierwszej lidze strzelił 18 marca 2017 w zremisowanej 1:1 konfrontacji z Santiago Wanderers, zaś ogółem spędził w drużynie z północy kraju trzy lata, lecz bez większych sukcesów.
Latem 2017 Ampuero na zasadzie wypożyczenia zasilił czołowy klub w kraju – CD Universidad Católica ze stołecznego Santiago.

## Kariera reprezentacyjna
W seniorskiej reprezentacji Chile Ampuero zadebiutował za kadencji selekcjonera Juana Antonio Pizziego, 15 stycznia 2017 w wygranym 1:0 meczu z Islandią w ramach towarzyskiego turnieju China Cup (w którym jego kadra ostatecznie triumfowała).